# Gran Premio de España de Motociclismo de 1977
El Gran Premio de España de Motociclismo de 1977 fue la quinta prueba de la temporada 1977 del Campeonato Mundial de Motociclismo. El Gran Premio se disputó el 22 de mayo de 1977 en el Circuito del Jarama.

## Resultados 350cc
En la carrera de 350cc, la elección de neumáticos, debido a la lluvia que había caído en la carrera de 250cc, fue trascendental para la victoria. Así, en las primeras vueltas, el suizo Bruno Kneubühler dominó con comodidad pero, al irse secando la pista, fue superado por Michel Rougerie, que fue quien consiguió la victoria, y Christian Sarron y Takazumi Katayama, que le acompañaron en el podio.
| Pos.     | Piloto             | Equipo            | Tiempo       | Pts. |
| -------- | ------------------ | ----------------- | ------------ | ---- |
| 1        | Michel Rougerie    | Yamaha            | 1h 05' 18" 9 | 15   |
| 2        | Christian Sarron   | Yamaha            | +22" 6       | 12   |
| 3        | Takazumi Katayama  | Yamaha            | +31" 5       | 10   |
| 4        | Bruno Kneubühler   | Yamaha            | +52" 5       | 8    |
| 5        | Patrick Pons       | Yamaha            | +59" 7       | 6    |
| 6        | Jon Ekerold        | Yamaha            | +1' 04" 2    | 5    |
| 7        | Pekka Nurmi        | Yamaha            | +1' 21" 3    | 4    |
| 8        | Tapio Virtanen     | Yamaha            | +1' 30" 3    | 3    |
| 9        | Vic Soussan        | Yamaha            | +1 Vuelta    | 2    |
| 10       | Jean-Claude Hogrel | Yamaha            | +1 Vuelta    | 1    |
| 11       | Markku Matikainen  | Yamaha            | +1 Vuelta    |      |
| 12       | Alex George        | Yamaha            | +1 Vuelta    |      |
| 13       | Ken Nemoto         | Yamaha            | +2 Vueltas   |      |
| 14       | Chas Mortimer      | Maxton-Yamaha     | +2 Vueltas   |      |
| Ret      | Alan North         | Yamaha            | Ret          |      |
| Ret      | Olivier Chevallier | Yamaha            | Ret          |      |
| Ret      | Benjamín Grau      | Yamaha            | Ret          |      |
| Ret      | Tom Herron         | Yamaha            | Ret          |      |
| Ret      | Kork Ballington    | Yamaha            | Ret          |      |
| Ret      | John Dodds         | Yamaha            | Ret          |      |
| Ret      | Philippe Bouzanne  | Yamaha            | Ret          |      |
| Ret      | Giacomo Agostini   | Yamaha            | Ret          |      |
| Ret      | Pentti Korhonen    | Yamaha            | Ret          |      |
| Ret      | Leif Gustafsson    | Yamaha            | Ret          |      |
| Ret      | Pierre Soulas      | Yamaha            | Ret          |      |
| Ret      | Mario Lega         | Bakker-Morbidelli | Ret          |      |
| Ret      | Etienne Geeraerdt  | Yamaha            | Ret          |      |
| Ret      | Jean-Claude Hogrel | Yamaha            | Ret          |      |
| Ret      | Franco Uncini      | Harley-Davidson   | Ret          |      |
| Ret      | Peter Baláž        | Yamaha            | Ret          |      |
| Ret      | Michel Frutschi    | Yamaha            | Ret          |      |
| Ret      | Miguel Cortés      | Yamaha            | Ret          |      |
| Ret      | Walter Villa       | Harley-Davidson   | Ret          |      |
| DNQ      | José María Mallol  | Harley-Davidson   | DNQ          |      |
| DNQ      | Luis Ricart        | Yamaha            | DNQ          |      |
| DNQ      | Enrique de Juan    | Yamaha            | DNQ          |      |
| DNQ      | José Cecotto       | Yamaha            | DNQ          |      |
| DNQ      | Denis Boulom       | Yamaha            | DNQ          |      |
| DNQ      | Werner Schmied     | Rotax             | DNQ          |      |
| DNQ      | Roland Freymond    | Yamaha            | DNQ          |      |
| Sources: |                    |                   |              |      |

## Resultados 250cc
En el cuarto de litro, triunfo del japonés Takazumi Katayama que se vio beneficiado de la caída del británico Barry Ditchburn, que hasta el ecuador de la carrera dominaba el Gran Premio con gran comodidad. El sudafricano Alan North y el francés Olivier Chevallier fueron segundo y tercero respectivamente.
| Pos. | Piloto                  | Equipo          | Tiempo     | Pts. |
| ---- | ----------------------- | --------------- | ---------- | ---- |
| 1    | Takazumi Katayama       | Yamaha          | 59' 10" 6  | 15   |
| 2    | Alan North              | Yamaha          | +25" 9     | 12   |
| 3    | Olivier Chevallier      | Yamaha          | +32" 4     | 10   |
| 4    | Christian Sarron        | Yamaha          | +39" 8     | 8    |
| 5    | Mario Lega              | Morbidelli      | +50" 7     | 6    |
| 6    | Michel Rougerie         | Yamaha          | +55" 3     | 5    |
| 7    | Tom Herron              | Yamaha          | +1' 02" 2  | 4    |
| 8    | Barry Ditchburn         | Kawasaki        | +1' 04" 6  | 3    |
| 9    | Akihiko Kiyohara        | Kawasaki        | +1' 09" 0  | 2    |
| 10   | Bruno Kneubühler        | Yamaha          | +1' 36" 5  | 1    |
| 11   | Kork Ballington         | Yamaha          | +1' 39" 0  |      |
| 12   | Vic Soussan             | Yamaha          | +1 Vuelta  |      |
| 13   | Franco Uncini           | Harley-Davidson | +1 Vuelta  |      |
| 14   | Jean-Claude Hogrel      | Yamaha          | +1 Vuelta  |      |
| 15   | Michel Frutschi         | Yamaha          | +1 Vuelta  |      |
| 16   | Sauro Pazzaglia         | Yamaha          | +1 Vuelta  |      |
| 17   | Ken Nemoto              | Yamaha          | +1 Vuelta  |      |
| 18   | Andrés Pérez Rubio      | Yamaha          | +1 Vuelta  |      |
| 19   | Carlos de San Antonio   | Yamaha          | +2 giri    |      |
| 20   | Pekka Nurmi             | Yamaha          | +6 Vueltas |      |
| Ret  | Guy Bertin              | Yamaha          | Ret        |      |
| Ret  | Aldo Nannini            | Yamaha          | Ret        |      |
| Ret  | Anton Mang              | Yamaha          | Ret        |      |
| Ret  | Vinicio Salmi           | Yamaha          | Ret        |      |
| Ret  | Chas Mortimer           | Maxton-Yamaha   | Ret        |      |
| Ret  | Jon Ekerold             | Yamaha          | Ret        |      |
| Ret  | Jean-François Baldé     | Kawasaki        | Ret        |      |
| Ret  | Leif Gustafsson         | Yamaha          | Ret        |      |
| Ret  | Carlos Morante          | Yamaha          | Ret        |      |
| Ret  | Philippe Bouzanne       | Yamaha          | Ret        |      |
| Ret  | Patrick Pons            | Yamaha          | Ret        |      |
| Ret  | Tapio Virtanen          | Yamaha          | Ret        |      |
| Ret  | John Dodds              | Yamaha          | Ret        |      |
| DNS  | Benjamín Grau           | Derbi           | DNS        |      |
| DNQ  | Etienne Geeraerdt       | Yamaha          | DNQ        |      |
| DNQ  | Pierre Soulas           | Yamaha          | DNQ        |      |
| DNQ  | Peter Baláž             | Yamaha          | DNQ        |      |
| DNQ  | Francisco Calafat Pérez | Yamaha          | DNQ        |      |
| DNQ  | Luis Ricart             | Yamaha          | DNQ        |      |
| DNQ  | Walter Villa            | Harley-Davidson | DNQ        |      |
| DNQ  | Ulrich Graf             | Yamaha          | DNQ        |      |
| DNQ  | José María Mallol       | Yamaha          | DNQ        |      |
| DNQ  | Harald Bartol           | Yamaha          | DNQ        |      |
| DNQ  | Pedro Parajua           | Yamaha          | DNQ        |      |
| DNQ  | José Cecotto            | Yamaha          | DNQ        |      |
| DNQ  | Per-Edvard Carlsson     | Yamaha          | DNQ        |      |
| DNQ  | Pentti Korhonen         | Yamaha          | DNQ        |      |
| DNQ  | Roland Freymond         | Yamaha          | DNQ        |      |
| DNQ  | Giovanni Ziggiotto      | Yamaha          | DNQ        |      |
| DNQ  | Antonio Contente        | Yamaha          | DNQ        |      |
| DNQ  | Jorge Viegas            | Yamaha          | DNQ        |      |

## Resultados 125cc
En el octavo de litro, el español Ángel Nieto tuvo que retirarse en la segunda vuelta y dejó toda la vía libre al duelo entre italianos: Pier Paolo Bianchi y Eugenio Lazzarini. Al final, sería el primero el que dominaría la carrera con enorme autoridad.
| Pos. | Piloto                  | Moto       | Tiempo     | Pts. |
| ---- | ----------------------- | ---------- | ---------- | ---- |
| 1    | Pier Paolo Bianchi      | Morbidelli | 53' 52" 4  | 15   |
| 2    | Eugenio Lazzarini       | Morbidelli | +1' 04" 5  | 12   |
| 3    | Jean-Louis Guignabodet  | Morbidelli | +1' 40" 6  | 10   |
| 4    | Giovanni Ziggiotto      | Morbidelli | +1' 48" 9  | 8    |
| 5    | Julien van Zeebroeck    | Morbidelli | +1' 54" 5  | 6    |
| 6    | Per-Edvard Carlsson     | Morbidelli | +1 Vuelta  | 5    |
| 7    | Johann Parzer           | Morbidelli | +2 Vueltas | 4    |
| 8    | Werner Schmied          | Rotax      | +2 Vueltas | 3    |
| 9    | Willy Pérez             | Yamaha     | +4 Vueltas | 2    |
| 10   | Jorge Navarrete         | Bultaco    | +5 Vueltas | 1    |
| Ret  | Ángel Nieto             | Bultaco    | Ret        |      |
| Ret  | Gert Bender             | Bender     | Ret        |      |
| Ret  | Sauro Pazzaglia         | Morbidelli | Ret        |      |
| Ret  | Anton Mang              | Morbidelli | Ret        |      |
| Ret  | Stefan Dörflinger       | Morbidelli | Ret        |      |
| Ret  | Patrick Plisson         | Morbidelli | Ret        |      |
| Ret  | Harald Bartol           | Morbidelli | Ret        |      |
| Ret  | Miguel Cortés           | Ringhini   | Ret        |      |
| Ret  | Francisco Calafat Pérez | Morbidelli | Ret        |      |
| Ret  | Matti Kinnunen          | Morbidelli | Ret        |      |
| Ret  | François Granon         | Morbidelli | Ret        |      |
| Ret  | Jacky Hutteau           | Morbidelli | Ret        |      |
| Ret  | Ramón Pano              | Ringhini   | Ret        |      |
| DNQ  | José Luis Alemany       | Bultaco    | DNQ        |      |
| DNQ  | Pedro Parajúa           |            | DNQ        |      |

## Resultados 50cc
En la categoría menor cilindrada, primera victoria de la temporada del español Ángel Nieto estuvo liderando con firmeza la carrera. El italiano Eugenio Lazzarini tuvo problemas en el encendido al principio de la carrera y tuvo que remontar hasta la segunda posición, por delante de Ricardo Tormo.
| Pos. | Piloto                 | Moto           | Tiempo     | Pts. |
| ---- | ---------------------- | -------------- | ---------- | ---- |
| 1    | Ángel Nieto            | Bultaco        | 33' 39" 3  | 15   |
| 2    | Eugenio Lazzarini      | Kreidler       | +9" 7      | 12   |
| 3    | Ricardo Tormo          | Bultaco        | +17" 4     | 10   |
| 4    | Herbert Rittberger     | Kreidler       | +1' 43" 2  | 8    |
| 5    | Stefan Dörflinger      | Kreidler       | +1 Vuelta  | 6    |
| 6    | Jean-Louis Guignabodet | UFO-Morbidelli | +1 Vuelta  | 5    |
| 7    | Ulrich Graf            | Kreidler       | +1 Vuelta  | 4    |
| 8    | Ramón Galí             | Derbi          | +2 Vueltas | 3    |
| 9    | Günter Schirnhofer     | Kreidler       | +2 Vueltas | 2    |
| 10   | Jorge Navarrete        | Derbi          | +2 Vueltas | 1    |
| 11   | Artur Benitah          | Kreidler       | +2 Vueltas |      |
| 12   | Daniel Corvi           | Kreidler       | +2 Vueltas |      |
| 13   | Rudolf Kunz            | Kreidler       | +2 Vueltas |      |
| Ret  | Aldo Pero              | Kreidler       | Ret        |      |
| Ret  | Patrick Plisson        | ABF            | Ret        |      |
| Ret  | Ingo Emmerich          | Kreidler       | Ret        |      |
| Ret  | Wolfgang Müller        | Kreidler       | Ret        |      |
| Ret  | Gaspar Legaz           | Derbi          | Ret        |      |
| Ret  | Joaquim Galí           | Bultaco        | Ret        |      |
| Ret  | Javier Mira            | Joralp         | Ret        |      |
| DNQ  | Kai Lindström          | Kreidler       | DNQ        |      |
| DNQ  | Antonio Contente       | Kreidler       | DNQ        |      |
| DNQ  | Antonio Pinto da Costa | Derbi          | DNQ        |      |
| DNQ  | Henrique Sande         | Kreidler       | DNQ        |      |